# Монтерей (Каліфорнія)
Монтере́й (англ. Monterey) — місто (англ. city) в США, в окрузі Монтерей штату Каліфорнія. Розташоване біля бухти Монтерей на Тихоокеанському узбережжі в центральній Каліфорнії. Станом на 2011 рік населення міста становило 28,3 тис. мешканців.

## Історія
Місто відоме завдяки художникам, якi починають селитися тут в кінці 1800-х років, також традиційно місто відоме як центр рибальства.

## Географія
Монтерей розташований за координатами 36°36′5″ пн. ш. 121°52′57″ зх. д. / 36.60139° пн. ш. 121.88250° зх. д. (36.601290, -121.882557). За даними Бюро перепису населення США в 2010 році місто мало площу 30,47 км², з яких 21,93 км² — суходіл та 8,54 км² — водойми.

### Клімат
| Клімат : Монтерей                                                              | Клімат : Монтерей | Клімат : Монтерей | Клімат : Монтерей | Клімат : Монтерей | Клімат : Монтерей | Клімат : Монтерей | Клімат : Монтерей | Клімат : Монтерей | Клімат : Монтерей | Клімат : Монтерей | Клімат : Монтерей | Клімат : Монтерей | Клімат : Монтерей |
| Показник                                                                       | Січ.              | Лют.              | Бер.              | Квіт.             | Трав.             | Черв.             | Лип.              | Серп.             | Вер.              | Жовт.             | Лист.             | Груд.             | Рік               |
| Абсолютний максимум, °C                                                        | 32,2              | 30,0              | 29,4              | 33,9              | 35,0              | 38,3              | 36,7              | 35,6              | 38,3              | 40,0              | 35,0              | 31,7              | 40,0              |
| Середній максимум, °C                                                          | 14,6              | 15,3              | 16,0              | 16,7              | 17,2              | 18,3              | 19,1              | 19,8              | 20,9              | 20,1              | 17,1              | 14,3              | 17,4              |
| Середній мінімум, °C                                                           | 6,5               | 7,1               | 7,4               | 7,9               | 8,9               | 10,2              | 11,2              | 11,7              | 11,6              | 10,4              | 8,4               | 6,6               | 9,0               |
| Абсолютний мінімум, °C                                                         | −5,6              | −3,3              | 0,0               | 1,7               | 1,7               | 5,0               | 6,1               | 7,2               | 5,0               | 1,7               | −1,1              | −6,7              | −6,7              |
| Норма опадів, мм                                                               | 112               | 100               | 86                | 38                | 14                | 5                 | 1                 | 2                 | 6                 | 27                | 59                | 87                | 536               |
| Днів з опадами                                                                 | 11                | 10                | 10                | 6                 | 4                 | 3                 | 2                 | 2                 | 2                 | 4                 | 7                 | 10                | 70                |
| ------------------------------------------------------------------------------ | ----------------- | ----------------- | ----------------- | ----------------- | ----------------- | ----------------- | ----------------- | ----------------- | ----------------- | ----------------- | ----------------- | ----------------- | ----------------- |
| Джерело: WRCC (temperature and precipitation 1981-2010, extremes 1906–present) |                   |                   |                   |                   |                   |                   |                   |                   |                   |                   |                   |                   |                   |

## Демографія
Згідно з переписом 2010 року, у місті мешкало 27 810 осіб у 12 184 домогосподарствах у складі 5963 родин. Густота населення становила 913 особи/км². Було 13584 помешкання (446/км²).
Расовий склад населення:
| - 78,3 % — білих - 7,9 % — азіатів - 2,8 % — чорних або афроамериканців - 0,5 % — корінних американців - 0,3 % — вихідців з тихоокеанських островів - 5,0 % — осіб інших рас |

До двох чи більше рас належало 5,1 %. Частка іспаномовних становила 13,7 % від усіх жителів.
За віковим діапазоном населення розподілялося таким чином: 15,3 % — особи молодші 18 років, 69,2 % — особи у віці 18—64 років, 15,5 % — особи у віці 65 років та старші. Медіана віку мешканця становила 36,9 року. На 100 осіб жіночої статі у місті припадало 101,2 чоловіків; на 100 жінок у віці від 18 років та старших — 100,6 чоловіків також старших 18 років.
Середній дохід на одне домашнє господарство становив 84 628 доларів США (медіана — 66 166), а середній дохід на одну сім'ю — 109 410 доларів (медіана — 84 941). Медіана доходів становила 54 574 долари для чоловіків та 43 750 доларів для жінок. За межею бідності перебувало 9,1 % осіб, у тому числі 1,3 % дітей у віці до 18 років та 10,4 % осіб у віці 65 років та старших.
Цивільне працевлаштоване населення становило 12 618 осіб. Основні галузі зайнятості: освіта, охорона здоров'я та соціальна допомога — 24,5 %, мистецтво, розваги та відпочинок — 22,8 %, науковці, спеціалісти, менеджери — 11,3 %, роздрібна торгівля — 9,7 %.

## Наука і внз
У Монтереї знаходиться Військово-морська аспірантура ВМС США; Мовний інститут Міністерства оборони; колишній Форт-Орд, зараз місце розташування Каліфорнійського державного університету, Монтерей; Флотський аналітичний центр метеорології і океанографії.

## Культура та мистецтво
З 1958 року в місті щорічно проводиться відомий джазовий фестиваль Monterey Jazz Festival.

## Різне
Від назви міста походить назва популярного напівтвердого сиру відомого, як Монтерей Джек.